# Беннетт (округ, Південна Дакота)
Шаблон:StateAbbr_ 43°11′ пн. ш. 101°40′ зх. д. / 43.18° пн. ш. 101.66° зх. д.
Округ  Беннетт (англ. Bennett County) — округ (графство) у штаті  Південна Дакота, США. Ідентифікатор округу 46007.

## Історія
Округ утворений 1909 року.

## Демографія
За даними перепису 
2000 року 
загальне населення округу становило 3574 осіб, усе сільське.
Серед мешканців округу чоловіків було 1772, а жінок — 1802. В окрузі було 1123 домогосподарства, 819 родин, які мешкали в 1278 будинках.
Середній розмір родини становив 3,74.
Віковий розподіл населення поданий у таблиці:
| Стать    | До 15 років | 15-21 | 22-29 | 30-39 | 40-49 | 50-65 | 65-85 | Понад 85 |
| -------- | ----------- | ----- | ----- | ----- | ----- | ----- | ----- | -------- |
| Чоловіки | 565         | 221   | 147   | 223   | 224   | 218   | 157   | 17       |
| Жінки    | 510         | 227   | 150   | 241   | 222   | 228   | 185   | 39       |

## Суміжні округи
- Джексон — північ
- Меллетт — північний схід
- Тодд — схід
- Черрі, Небраска — південь
- Шерідан, Небраска — південний захід
- Оглала-Лакота — захід

## Виноски
1. ↑  US Decennial Census. US Census Bureau. Архів оригіналу за 26 квітня 2015. Процитовано 22 березня 2015.
2. ↑  Historical Census Browser. University of Virginia Library. Архів оригіналу за 11 серпня 2012. Процитовано 22 березня 2015.
3. ↑  Forstall, Richard L., ред. (27 березня 1995). Population of Counties by Decennial Census: 1900 to 1990. US Census Bureau. Архів оригіналу за 28 грудня 2008. Процитовано 22 березня 2015.
4. ↑  Census 2000 PHC-T-4. Ranking Tables for Counties: 1990 and 2000 (PDF). US Census Bureau. 2 квітня 2001. Архів оригіналу (PDF) за 18 грудня 2014. Процитовано 22 березня 2015.
5. ↑  State & County QuickFacts. Бюро перепису населення США. Архів оригіналу за 7 липня 2011. Процитовано 26 листопада 2013. [Архівовано 2011-06-07 у Wayback Machine.](англ.) Наведено за англійською вікіпедією.
6. ↑  American FactFinder. Бюро перепису населення США. Архів оригіналу за 26 лютого 2012. Процитовано 31 січня 2008. [Архівовано 2008-05-21 у Wayback Machine.]

| США | Це незавершена стаття з географії США. Ви можете допомогти проєкту, виправивши або дописавши її. |